# Pavel Hagyari
Pavel Hagyari (także: Paľo Hagyari; ur. 22 czerwca 1957 w Preszowie) – słowacki adwokat, przedsiębiorca i samorządowiec, w 1994 przewodniczący Partii Demokratycznej, od 2006 do 2014 roku burmistrz Preszowa.

## Życiorys
W latach 1977–1982 studiował na Wydziale Prawa Uniwersytetu Pavla Jozefa Šafárika w Koszycach, następnie zaś kształcił się podyplomowo na Uniwersytecie Karola w Pradze.
Po upadku komunizmu był przedsiębiorcą, adwokatem i działaczem politycznym. Przez krótki okres pełnił funkcję przewodniczącego Partii Demokratycznej (1994). W 2006 został wybrany burmistrzem Preszowa. W wyborach 2009 bez powodzenia ubiegał się o funkcję żupana kraju preszowskiego jako kandydat Wolnego Forum, Zielonych, Nowej Demokracji i Ligi. W 2010 znalazł się wśród kandydatów Unii – Partii Dla Słowacji do Rady Narodowej. Podczas wyborów samorządowych starował jako kandydat niezależny z poparciem SMER, zajął w nich drugie miejsce, przegrywając jedynie z Andreą Turčanovą.
Jest członkiem Słowackiej Izby Adwokackiej oraz Międzynarodowego Związku Adwokatów. Zasiada w Komitecie Regionów jako zastępca członka, pełni również funkcję wiceprezesa Związku Miast Słowacji (Únie miest Slovenska, UMS).